# 布朗神父
布朗神父（英語：Father Brown）是英國小說家G·K·卻斯特頓創造的一個虛構人物，也是51部偵探短篇故事主角，大部分後來被編譯成五本書。
故事中的布朗神父利用對人性黑暗面的洞察和直覺來破案。日後，布朗神父式的「心證推理」與福爾摩斯式的「物證推理」共同成為推理小說兩大主流。
切斯特頓基以約翰·奧康納神父（John O'Connor，1870至1952年）為藍本來創造布朗神父，他在布拉德福德擔任神父，並參與切斯特頓於1922年皈依天主教儀式。

## 人物
布朗神父是一個身材短小、矮胖的羅馬天主教神父，以前在埃塞克斯工作，現在則在倫敦。他衣著樸素，隨身攜帶一把大傘，並洞察人性之惡。他在故事《藍寶石十字架》中首次出現，並在五本短篇小說中持續活躍，往往受到改邪歸正的罪犯米赫爾·弗朗博協助。布朗神父也出現在《多寧頓事件》中。在1914年10月號雜誌，G·K·卻斯特頓短篇故事與許多偵探小說作家共同出版。切斯特頓和布朗神父在11月號登場。這個故事最早在《切斯特頓評論》中重新發行，並收集在《13位偵探》一書。
布朗神父與偵探福爾摩斯不同，他使用的破案方法經常是心證推理，而不是演繹法。他在《布朗神父的秘密》中解釋說：「你看，我已經殺了他們……我已經非常仔細地計劃好每一次犯罪，我想到究竟是如何完成，而且是什麼樣風格和精神狀態的人能真正做到這一點。我很肯定，我覺得跟兇手完全一樣，我當然知道他是誰。」

## 登場作品
1910年9月，G·K·卻斯特頓發表首篇布朗神父探案故事《藍寶石十字架》，而後他總共創作了51篇的布朗神父探案故事，分別收錄在《布朗神父的天真》、《布朗神父的智慧》、《布朗神父的懷疑》、《布朗神父的秘密》和《布朗神父的醜聞》五個短篇集內。

## 影視改編作品
- 1974年於獨立電視網首播的電視劇《布朗神父探案（英语：Father Brown (1974 TV series)）》。
- 2013年於英國廣播公司第一台首播的電視劇《布朗神父探案（英语：Father Brown (2013 TV series)）》。